# Katja Andy
Katja Andy (Mönchengladbach, 23 de mayo de 1907 – Nueva York, 30 de diciembre de 2013) fue una pianista de música clásica germanoestadounidense y profesora de piano.

## Biografía

### Juventud y primeros pasos profesionales en Alemania
Katja Andy nació en Renania de Westfalia. Era el hija más joven de Otto Aschaffenburg (1869-1933), un fabricante de tejidos judíos, y de su mujer, Clara (apellido de soltera Ruben), una pianista aficionada que había estudiado el piano con Clara Schumann. Comenzó a tocar el piano a los tres años. Sus padres eran mecenas musicales y acogían solistas itinerantes de los conciertos filarmónicos locales en la casa de la familia, incluidas estrellas como Adolf Busch, Joseph Szigeti, Eugen d'Albert y Walter Gieseking. El pianista Edwin Fischer finalmente se convirtió en un amigo íntimo de la familia. En 1924 se trasladó a Berlín para estudiar con Edwin Fischer y Michael Wittels. También asistió a clases de piano de Artur Schnabel.
Desde 1927, ofreció conciertos a dúo con la pianista Agi Jambor. Desde 1930, tocaba asiduamente con la orquesta de cámara de Edwin Fischer y era su parella solista en el doble concierto de Mozart. En los conciertos de Bach para diferentes teclados, su compañero de estudios y amigo de toda la vida Grete Sultan se unió a Fischer y Aschaffenburg. Para la temporada 1933-34, ya se habían fijado 60 fechas de conciertos.

### Emigración a Francia
Este prometedor inicio de la carrera fue interrompido por Adolf Hitler y su llegada al poder en enero de 1933. Cuando el régimen nazi le dijo que no le permitía dar clases por su condición de judío, huyó a París en abril de 1933. Su hermano, Rudolf, había huido a Gran Bretaña en 1933, donde su madre le siguió en 1939. Otto Aschaffenburg murió en 1933. Como ciudadana alemana, a Katja tampoco se le permitió trabajar en Francia. Se le exigía registrarse semanalmente a la policía francesa y vivía de los pagos clandestinos de Edwin Fischer. y ganancias de pequeños trabajos como repetiteur y pianista de la escuela de ballet. Después de ser denunciada en 1937, consiguió huir de vuelta a Alemania en tren sin pasaporte válido para intentar obtener un permiso de emigración. Con la ayuda de su modista, conocida de Hermann Göring, consiguió obtener el visado necesario. La modista, cristiana y su novio judío, tuvieron menos suerte.

### Estados Unidos
En 1937, emigró a los Estados Unidos, acompañó la bailarina Lotte Goslar en una gira nacional, antes de establecerse a Detroit en 1938. Poco después de la guerra, se convirtió en ciudadana norteamericana naturalizada en 1945. En 1948 comenzó a enseñar en la Universidad DePaul de Chicago. En 1958 se hizo amiga del pianista austríaco Alfred Brendel, también alumno de Edwin Fischer, al que conoció en el festival de Lucerna. Desde  1960, vivió en Nueva York, antes de trasladarse a Boston en 1964. Allí enseñó primer en el "Boston Conservatory" y, posteriormente, ejerció de profesora en el Conservatorio de Boston. Estuvo allí hasta la década de 1980 y fue distinguida con un doctorado honoris causa por su facultad.

## Últimos años y muerte
Desde 1991, Katja Andy pasó su jubilación en Nueva York. Murió el 30 de diciembre de 2013, a la edad de 106 años.